# Арбаков, Валентин Михайлович
Валентин Михайлович Арбако́в (28 января 1952 — 30 ноября 2003) — российский шахматист, гроссмейстер (1994).
Двукратный чемпион Москвы (1981 — совместно с А. Соколовым; 2001). На чемпионате России 2001 года — 4—20 места.
Участник чемпионата Европы 2001 года.
Легендарный мастер игры блиц.

Сложно представить себе московского любителя шахмат, который бы никогда не слышал о Валентине Арбакове. Ещё при жизни он стал легендой московского блица, человеком, о котором говорили, за которым следили, которым восхищались. Несмотря на то, что в Москве всегда была сильная школа блица, Валентин Арбаков был безоговорочно лучшим.— ВАЛЕНТИН АРБАКОВ. Персона Дня - 28.01.2013. Из материала на сайте Российской шахматной федерации.